# سیزده‌بدر

سیزدَه‌بدَر سیزدهمین روزِ فروردین‌ماه و از جشن‌های نوروزیِ ایران است. در گاهشمارهای رسمیِ ایران، پس‌از انقلاب، این روز روز طبیعت نامگذاری شده‌است و از تعطیلات رسمی است.

## فلسفهٔ سیزده‌بدر

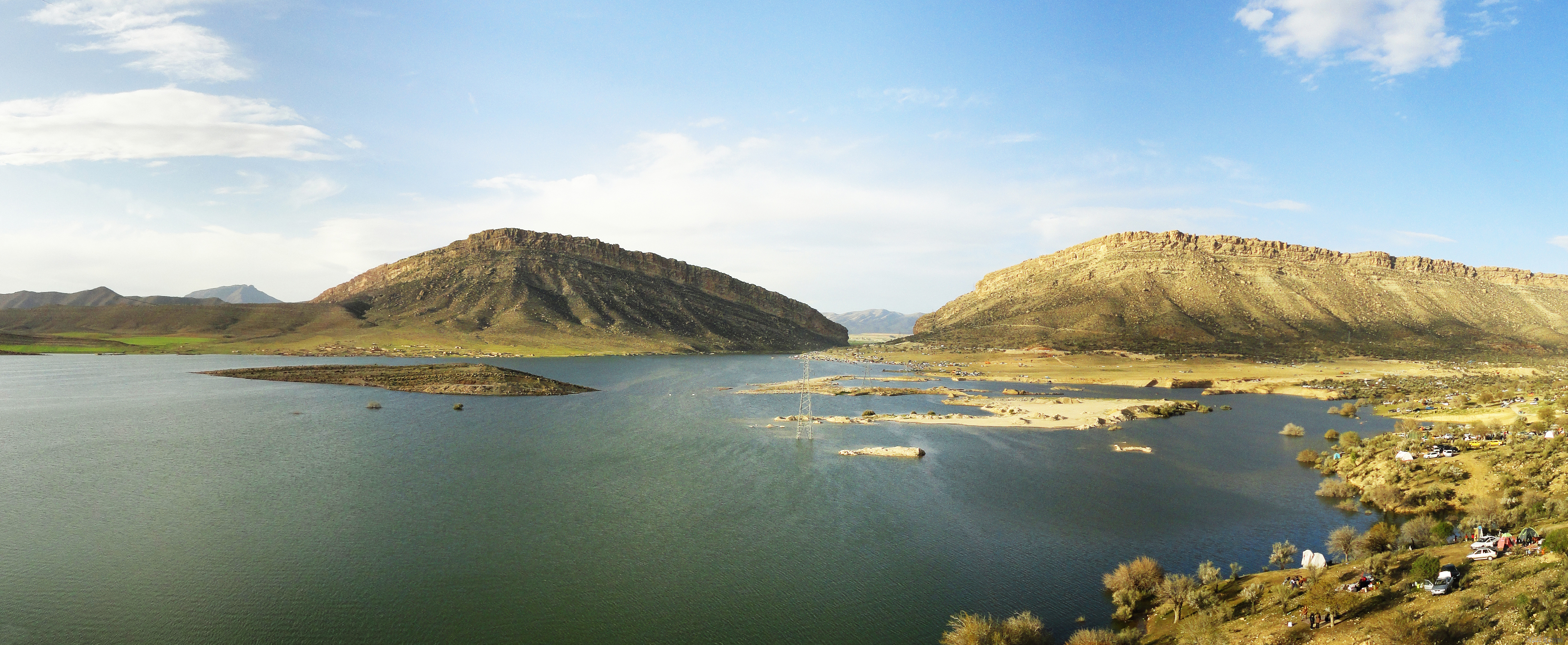
حضور مردم در سیزده‌بدر، دریاچهً سد تنگاب فیروزآباد فارس

به‌طور کلی در میان جشن‌های ایرانی جشن «سیزده‌بدر» کمی مبهم است، زیرا مبنا و اساس دیگر جشن‌ها را ندارد. در کتاب‌های تاریخی اشارهٔ مستقیمی به وجود چنین مراسمی نشده‌است، اما در منابع کهن اشاره‌هایی به «روز سیزدهم فروردین» هست.
گفته می‌شود ایرانیان ِ باستان در آغاز سال نو پس از دوازده روز جشن‌گرفتن و شادی‌کردن که به یاد دوازده ماه سال است، روز سیزدهم نوروز را که روز فرخنده‌ای‌ست به باغ و صحرا می‌رفتند و شادی می‌کردند و درحقیقت با این ترتیب رسمی بودنِ دورهٔ نوروز را به پایان می‌رسانیدند.
فریدون جنیدی با توجه به اینکه در گاهشماری ایرانی، هر روز ماه، نام ویژه‌ای دارد و به‌عنوان مثال، روز نخست هر ماه، اورمزد روز و روز سیزدهم هر ماه تیر روز نامیده می‌شود، این روز را متعلق به ایزد تیر دانسته است که در زبان اوستایی «تیشتَریَه» خوانده می‌شود، و هم‌نام تیشتر، ایزد باران می‌باشد. با توجه به گفته شدن نام ایزد باران، تیر نزد باورمندان به این ایزد نمادی از رحمت الهی به حساب آمده‌است.
کوروش نیکنام نیز در این باره به این مسئله اشاره کرده که در ایران باستان پس از برگزاری مراسم نوروزی سیزدهم که به ایزد باران تعلق داشت، مردم به دشت و صحرا و کنار جویبارها می‌رفتند و به شادی و پایکوبی می‌پرداختند و آرزوی بارش باران را از خداوند می‌نمودند. به‌گفتهٔ او اکنون هم زرتشتیان از بامدادِ روزِ تِشتَر، سفرهٔ نوروزی را برمی‌چینند، خوردنی‌ها و مقداری آجیل و شیرینی‌های باقی‌مانده در سفرهٔ نوروز را با خود به طبیعت می‌برند، و شیشه سبزه‌های موجود در سفره را با خود برمی‌دارند و به دشت و صحرا و کنار چشمه‌ها یا آب‌های روان می‌روند، سبزهٔ خود را در کنار جویبارها به آب روان می‌سپارند و آرزو می‌کنند که سالی پربرکت و خرم داشته‌باشند. تا پسین آن روز را بیرون از خانه هستند و در طبیعت و میان سبزه و صحرا به شادمانی می‌پردازند.

## تعطیلی
سیزده نوروز در ایران تعطیل رسمی است.
در بخشنامهٔ ۱۰۱۶ مورخ اول آبان ۱۳۴۷ نیز این روز تعطیل رسمی اعلام شده بود.

## واژهٔ سیزده‌بدر
مشهور است که واژهٔ سیزده‌بدر به‌معنای «در کردن نحسیِ سیزده» است. اما برداشت دیگری نیز از این واژه می‌توان داشت. «در» می‌تواند معنای «دره» (و دشت) بدهد. به‌عنوان مثال، علامه دهخدا، واژهٔ «در و دشت» را مخفف «دره و دشت» می‌داند.
همچنین فردوسی که می‌سراید:
| چو هر دو سپاه اندرآمد ز جای |  | تو گفتی که دارد در و دشت پای |

یکی از معانی واژهٔ «به»، «طرف و سوی» است. مانند اینکه می‌گوییم «به فروشگاه».
پس با نگاهی کلی می‌توان گفت شاید واژهٔ «سیزده‌بدر» به‌معنای «سیزدهم به‌سوی در و دشت شدن» باشد که همان معنی بیرون‌رفتن و در دامان طبیعت و سرکردن را می‌دهد. البته در مورد درستی معنی این واژه همچنان اختلاف نظر وجود دارد.

## پیشینه
در کتاب‌های تاریخی پیش از قاجار اشارهٔ مستقیم و دقیقی به وجود چنین مراسمی نشده‌است اما مهرداد بهار در کتاب «از اسطوره تا تاریخ» خود اشاره‌ای کوتاه به جشن و پایکوبی مردم در اماکن عمومی و حتی بی‌روپوش و روبنده در خیابان آمدن زنان در دوران صفوی می‌کند که این موضوع نزدیک به آیین‌های سیزده‌بدر می‌باشد.

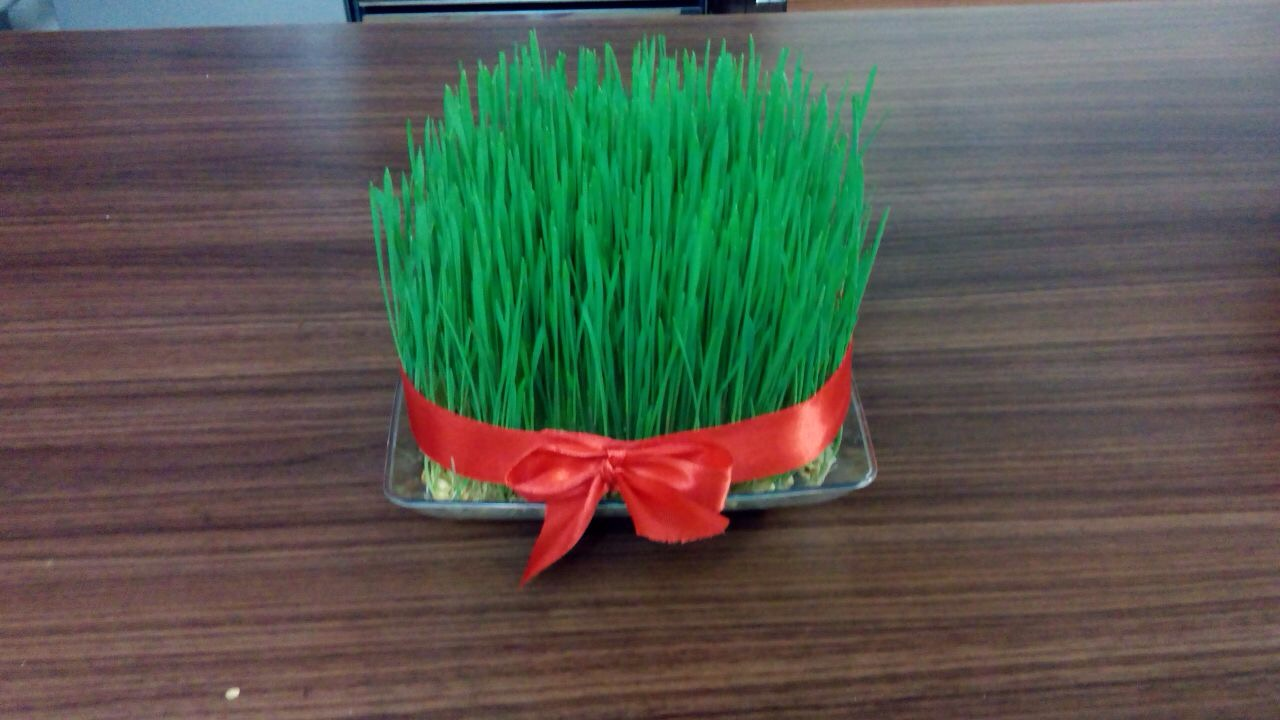
سبزه که در روزهای نوروز رویانده شده‌است

### دورهٔ قاجار
عبدالله مستوفی در کتاب شرح زندگانی من چگونگی انجام این مراسم در دورهٔ قاجار را با جزئیات شرح داده‌ است. ادوارد یاکوب پولاک هم دربارهٔ مراسم سیزده‌بدر چنین می‌نویسد:

سرانجام روز سیزدهم، یعنی آخرین روز عید فرامی‌رسد. مطابق با یک رسم کهن، گویا تمام خانه‌ها در چنین روزی معروض خطر ویرانی هستند. به همین دلیل همه از دروازهٔ شهر خارج می‌شوند و به باغ‌ها روی می‌آورند.

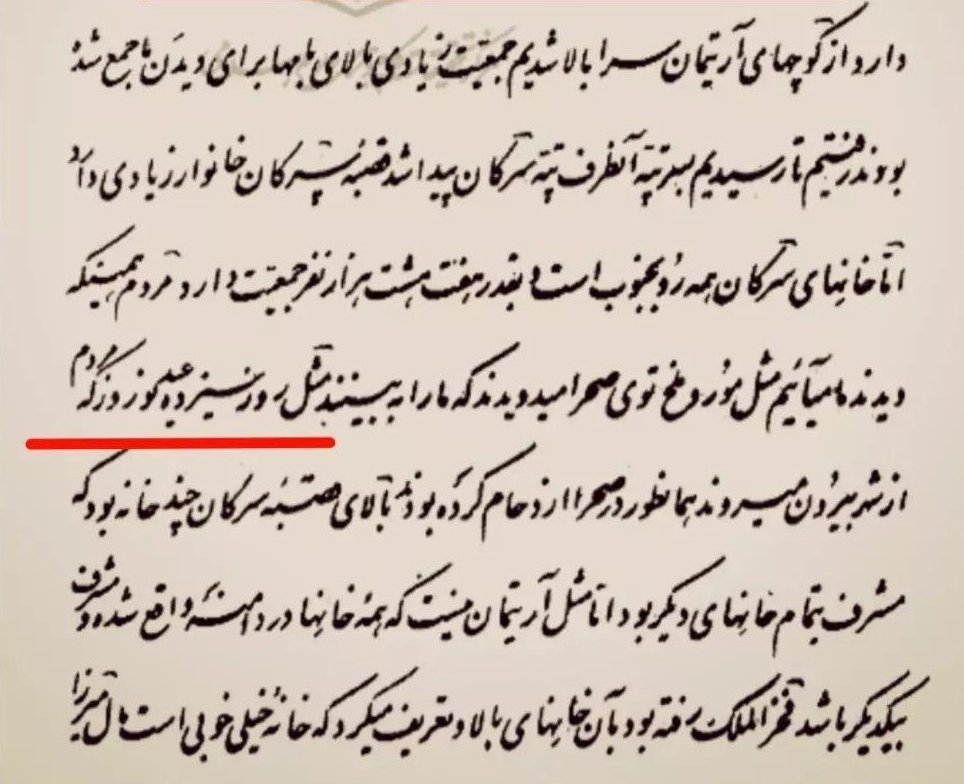
ناصرالدین شاه قاجار در سفرنامه‌اش به تَرکِ شهر در سیزدهمین روز نوروز، اشاره می‌کند.

## آیین‌های سیزده‌بدر

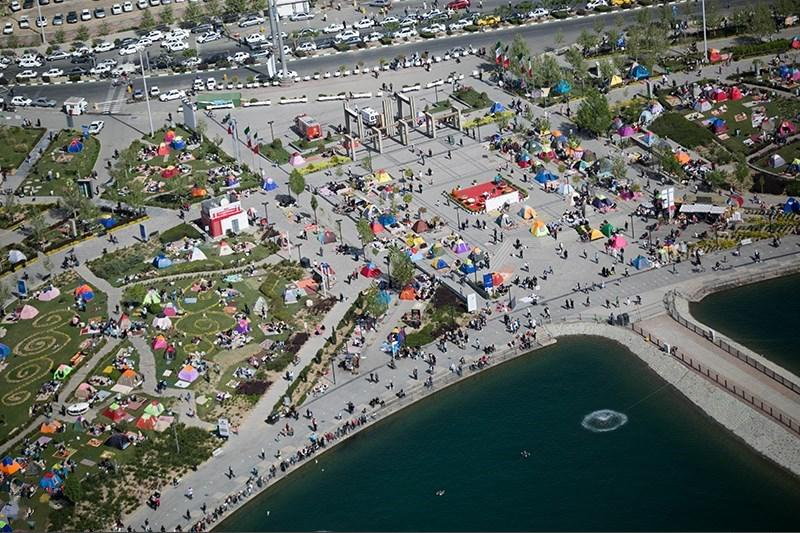
عکس هوایی از مراسم سیزده‌بدر دریاچهٔ چیتگر تهران

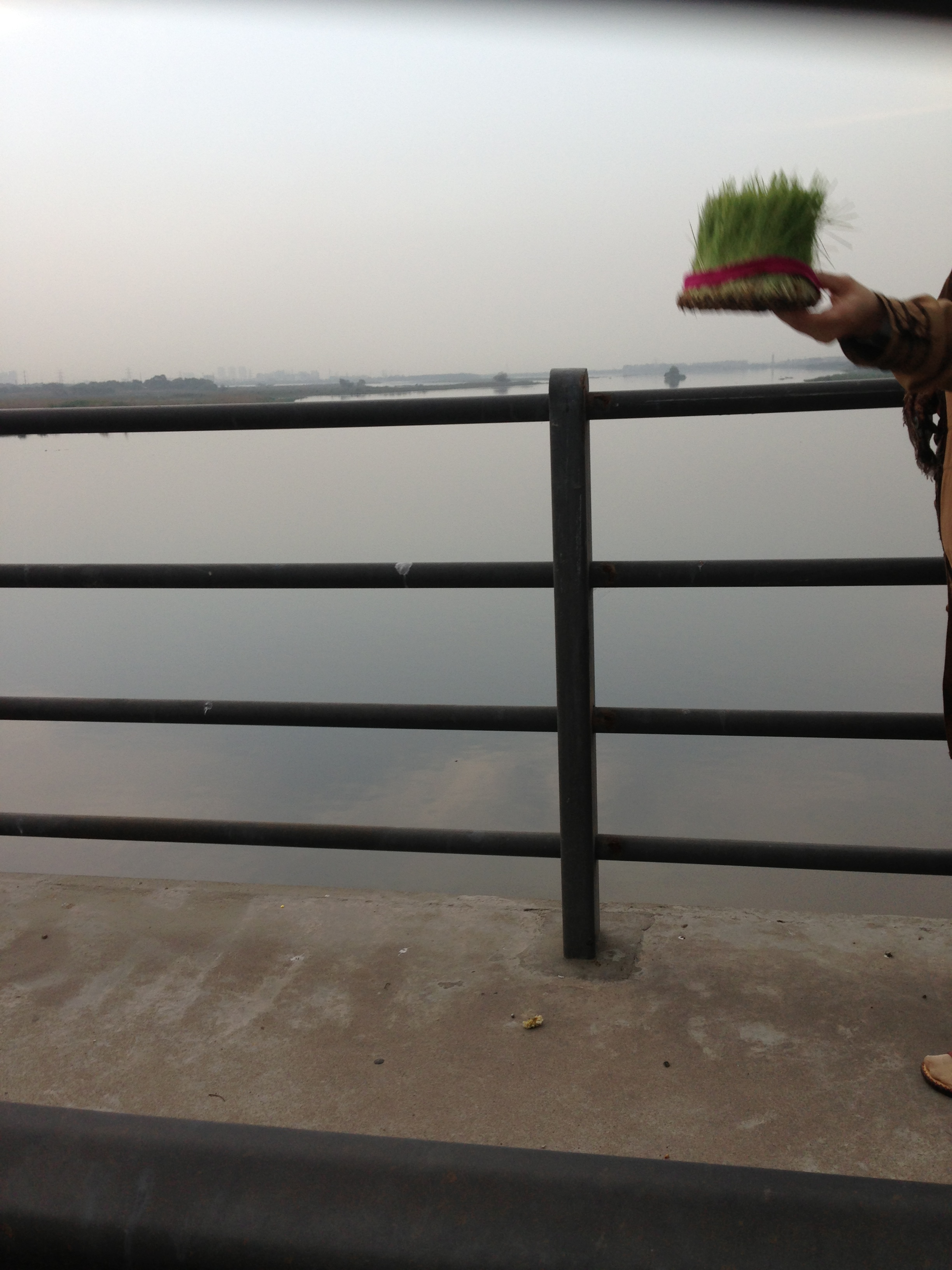
ایرانیان مقیم هند سبزهٔ سیزده‌بدر را در رود گنگ و یمونا جمنا می‌اندازند.

این رویداد دارای آیین‌های ویژه‌ای است که در درازای تاریخ پدید آمده و اندک‌اندک چهرهٔ سنت به خود گرفته‌است. از آن جمله می‌توان آیین‌های زیر را برشمرد:
- گره زدن سبزه
- سبزه به رود سپردن
- خوردن کاهو و سکنجبین
- پختن خوراک‌های گوناگون به‌ویژه آش رشته
- پرتاب ۱۳ عدد سنگ (به‌ویژه مناطق کردنشین بدین معنا که آرزو می‌کنند بلایا و شومی‌ها از شخص دور شود و به‌ازای هر سنگ یک آرزوی نیک می‌کنند)
- بازی چیلینگ آغاج (نوعی بازی با چوب) در مناطق آذربایجان شرقی و اردبیل

### سبزه گره‌زدن
یکی از آیین‌های این روز سبزه گره‌زدن است که بیش‌تر جوانان در این روز این کار را انجام می‌دهند. گره زدن سبزه به معنای گره‌زدن زندگی با طبیعت است که همیشه سبز و شاداب باقی بمانیم.

#### فلسفهٔ سبزه گره‌زدن
افسانهٔ آفرینش در ایران و مسئلهٔ نخستین بشر و نخستین شاه و دانستن روایاتی دربارهٔ کیومرث حائز اهمیت زیادی است. در اوستا چندین بار از کیومرث سخن به میان آمده و او را اولین پادشاه و نیز نخستین بشر نامیده‌است. گفته‌های حمزه اصفهانی در کتاب سنی ملوک الارض و الانبیا صفحات ۲۹–۲۳ و گفته‌های آثارالباقیه بر پایهٔ همان آگاهی است که در منابع پهلوی وجود دارد. مشیه و مشیانه که دختر و پسر دوقلوی کیومرث بودند، روز سیزدهم فروردین برای اولین بار در جهان با هم ازدواج نمودند. در آن زمان چون عقد و نکاحی شناخته‌شده نبود آن دو به وسیلهٔ گره زدن دو شاخهٔ مورد، پایهٔ ازدواج خود را بنا نهادند و چون ایرانیان باستان از این راز به‌خوبی آگاهی داشتند، آن مراسم را — به‌ویژه دختران و پسران دم بخت — انجام می‌دادند و امروز هم دختران و پسران برای بستن پیمان زناشویی نیت می‌کنند و علف گره می‌زنند.

## چهارده‌بدر
رسم چهارده‌بدر یکی از رسومی است که در برخی نقاط کشور پس از سیزدهم فروردین برگزار می‌شود.